# Озерница (Кировская область)
Озерница — поселок в Слободском районе Кировской области, входит в состав Озерницкого сельского поселения.

## География
Посёлок расположен на расстоянии примерно 34 км на север от районного центра города Слободской.

## История
Посёлок известен с 1950 года, когда в нём было учтено дворов 50 и 157 жителей.

## Население
| 2010 |
| ---- |
| 3    |

Постоянное население составляло 61 человек в 1989 году, 27 человек (русские 92 %) в 2002 году, 3 человека в 2010 году.